# Witów (powiat proszowicki)
Witów – wieś w Polsce położona na lewym (północnym) brzegu Wisły w województwie małopolskim, w powiecie proszowickim, w gminie Koszyce.
W latach 1975–1998 miejscowość należała administracyjnie do województwa kieleckiego.
Wieś w powiecie proszowickim województwa krakowskiego w końcu XVI wieku.

## Części wsi
| SIMC    | Nazwa      | Rodzaj    |
| ------- | ---------- | --------- |
| 0245010 | Dalanów    | część wsi |
| 0245026 | Obory      | część wsi |
| 0245032 | Parcelacja | część wsi |

## Historia
Pierwsze informacje o odkryciach na wiślanej Ostrodze Witowskiej pochodzą z lat dwudziestych XX wieku. Badania prowadzono następnie w latach sześćdziesiątych i osiemdziesiątych. Od 2002 stanowisko jest badane przez archeologów z Instytutu Archeologii UJ (dr Annę Gawlik i mgr. Piotra Godlewskiego).
Znajduje się tu grodzisko kultury łużyckiej. Właściwie jest to stanowisko wielokulturowe, znajdują się tam materiały paleolityczne, neolityczne (m.in. kultury ceramiki sznurowej), epoki brązu (kultury trzcinieckiej i łużyckiej), epoki żelaza (kultury przeworskiej) i średniowiecza (cmentarzysko z XI-XII wieku). Znanych jest kilka skarbów przedmiotów z epoki brązu (siekierek, zawieszek, szpil i bransolet), epoki żelaza (skarb monet).
Na cmentarzysku szkieletowym z XI/XII wieku znaleziono bardzo rzadkie denary książęce i królewskie Bolesława Śmiałego oraz średniowieczną biżuterię.

## Zabytki
Obiekt wpisany do rejestru zabytków nieruchomych województwa małopolskiego.
- Kościół parafialny pw. św. Trójcy.

## Infrastruktura
Na Wiśle w Witowie znajduje się przystań żeglugi śródlądowej.